# Efecto injerto contra tumor
El efecto injerto contra tumor (EICT, o GvT por las siglas en inglés de Graft versus Tumor) es un efecto beneficioso, de carácter principalmente inmunológico, que se da en determinados pacientes que han sido tratados con un trasplante alogénico, es decir, un trasplante de células o tejidos provenientes de un donante genéticamente similar, pero no idéntico. Consiste en el ataque inmune por parte de células T (responsables de coordinar la respuesta inmune celular) presentes en el injerto a las células tumorales, a las que ataca tras reconocer antígenos específicos de estas células malignas; algo similar a lo que ocurre en la enfermedad de injerto contra huésped (EICH). De modo que el efecto EICT requiere que exista una diferencia genética entre el donante y el huésped, y está mediado principalmente por linfocitos que están contenidos o que derivan del injerto de células del donante.
Este efecto se ha descrito principalmente en trasplantes de precursores hematopoyéticos (HCT por las siglas en inglés de Hematopoietic Cell Transplantation), conocido como trasplante de médula ósea, con lo que en muchas ocasiones se denomina efecto injerto contra leucemia (GVL por las siglas en inglés de Graft versus Leukemia). 
Este efecto fue sugerido por primera vez en 1956 en un estudio relacionado con trasplantes de células hematopoyéticas en un modelo murino (roedores). Pero no fue hasta varios años más tarde cuando se estableció algún tipo de relación entre la enfermedad de injerto contra huésped y el efecto de injerto contra tumor en humanos.
La diana inicial de respuesta de las células T CD8+ y CD4+ del donante en HCT HLA-haploidénticos son los antígenos menores de histocompatibilidad (mHAgs), que son antígenos codificados por loci génicos polimórficos (con varios alelos posibles). Además, las células T del injerto pueden responder a antígenosq que no tienen por qué polimórficos sino que estén codificados por genes que encuentren sobrexpresados o expresados de manera aberrante en células tumorales.

## Demostración experimental
Es bastante complicado llevar a cabo una demostración directa de la existencia de este efecto en clínica. Sin embargo, basándose en observaciones indirectas y diversos supuestos se ha podido definir este efecto. Esto incluye:
- Estudios en los que se han hecho comparaciones entre trasplantes hechos entre gemelos o entre hermanos no gemelos.
- Relaciones entre la aparición de EICH y los ratios de respuesta al trasplante, donde estamos asumiendo que, al igual que ocurre con los tejidos del hospedador, los linfocitos T del injerto son capaces de reconocer el tumor como extraño y atacarlo.
- Análisis del aumento de las tasas de recaída tras la depleción de células T, lo que reafirma la idea de que las células T son necesarias para el EICT.[6]

## Biología de EICT
Se cree que tanto las células T como las células NK son los principales efectores que median el efecto injerto contra tumor (EICT): eliminando las células tumorales de manera directa a través de la vía de Fas (proteína implicada en procesos de apoptosis) y perforinas (inducen muerte por lisis osmótica), pero también contribuyendo directamente a la lisis del tumor a través de la secreción de citocinas. 

### Linfocitos T
El papel de las células T en el EICT se ha establecido desde hace tiempo. El análisis de determinados pacientes puso de manifiesto que, en determinados tipos de leucemia, había una menor tasa de recaída en aquellos pacientes con alotrasplantes no empobrecidos en células T que tenía ECIH; comparándolos con otros que recibieron alotrasplantes empobrecidos en células T y que no presentaron EICH. Todo esto fue afianzado cuando se llevaron a cabo estudios en los que se usaron infusiones de linfocitos del donante.  

### Células NK
Las células NK son linfocitos de la respuesta inmune innata que poseen diversos receptores activadores e inhibidores. El balance de estas señales opuestas es lo que determinar si las células NK ejercen su actividad o permanecen tolerantes, por lo que la ausencia de un ligando inhibidor, por ejemplo, puede ser suficiente para que la célula NK elimine la diana defectuosa. Estas células pueden mediar directamente citotoxicidad o secreción de citocinas al reconocer sus dianas alogénicas presentes en el tumor (EICT) o en los tejidos del paciente (EICH). 

## Relación con EICH

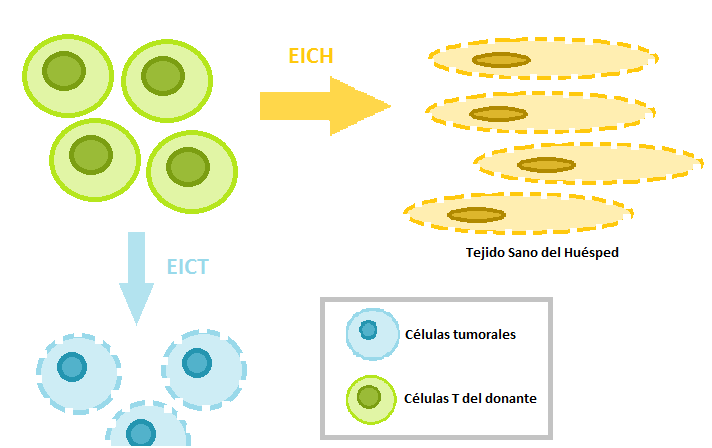
Esquema que refleja la diferencia entre EICH y EICT, atendiendo a las células o tejidos que son atacados

Se considera que el efecto de injerto contra tumor es un beneficio antitumoral de la enfermedad de injerto contra huésped (EICH); debido a que se ha podido ver como pacientes que padecen la enfermedad de injerto contra huésped, en formas menos severas, tienen una tasa de recaída considerablemente inferior; comparándolas con las de aquellos pacientes que no han desarrollado esta complicación. Cada vez se ha hecho más evidente que el grado en el que el efecto GVT está asociado con la incidencia y severidad de EICH no es la misma para todos los tumores. 
Los antígenos tumorales que van a promover que se desarrolle este efecto pueden ser presentados tanto por las células presentadoras de antígeno (CPA) del huésped como del donante (presentes en el injerto); a diferencia de lo que ocurre en el caso de EICH, donde los antígenos tiene que ser expuestos por las CPA del huésped. 
Se ha tratado de identificar y diferenciar los mecanismos inmunes encargados de mediar tanto EICH como EICT, sin conseguir llegar a ninguna conclusión definitiva.

## Terapias
Como ya se ha mencionado, el efecto injerto contra tumor suele estar unido a EICH, que es el principal responsable de los efectos adversos y perjudiciales para el huésped, tales como mortalidad o morbilidad, que suelen venir asociados a este tipo de trasplante. Normalmente para tratar de minimizar el EICH se suele llevar a cabo un tratamiento con esteroides, pese a que esto puede traer consigo una serie de riesgos asociados. Es por esto que resulta tan interesante el ser capaces de disminuir los niveles de esteroides administrados durante el periodo postrasplante, y para esto conocer la forma de potenciar el EICT resulta algo esencial. 
De hecho, a lo largo de los últimos 20 años se han realizado estudios que apoyan la idea de que el efecto EICT puede por sí mismo, ser suficiente para curar a pacientes con neoplasias hematológicas sin necesidad de un tratamiento intensivo. 
Se ha observado que determinadas estrategias terapéuticas que han sido exploradas a lo largo de las últimas décadas, tales como inhibidores de calcineurina, inmunomoduladores o depleción de células T, han ayudado a prevenir el EICH, pero a costa de una pérdida del EICT. Es por esto, que van a resultar más interesantes aquellas estrategias que se encarguen de la potenciación de ECIT per se, o aquellas que inhiban el EICH sin perder el potencial beneficioso del EICT.

### Terapias con células T
La administración de células T (manipuladas o sin manipular) que median el EICT, junto con las células NK derivadas del donante, son los métodos más directos para restaurar el EICT. 
En el caso de las células T necesitaríamos utilizar poblaciones de linfocitos que reconozcan antígenos del complejo menor de histocompatibilidad (mHAg) o antígenos específicos de leucemia para potencial el EICT. Hay dos abordajes para fabricar este tipo de células T en el marco de HCT:

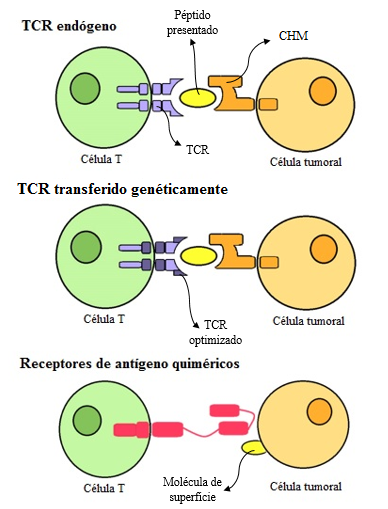
Diferentes TCR desarrollados para inmunoterapias con células T.

- Expansión ex vivo. Consiste en la proliferación selectiva de células T que estén expresando receptores de linfocitos T (TCR) endógenos que reconozcan el tumor per se. Los estudios sugieren que la expansión de células T específicas para antígenos asociados a leucemia en sangre periférica, tras un HCT alogénico, contribuye al efecto GVL. Sin embargo, esto está limitado por la baja afinidad de los antígenos tumorales así como por la dependencia de HLA de los tumores, que se encargue de presentar los antígenos del mismo y que puede tener una expresión disminuida en estas condiciones.

- Modificación genética. Utilizando vectores de terapia génica, se pueden introducir nuevas especificidades en las células T que permiten reconocer dianas independientes de HLA de neoplasias hematológicas y con esto suplir las limitaciones que presenta la técnica de expansión ex vivo. Los 2 tipos de tecnologías más prometedoras para la transferencia génica son:

- - Receptores de células T de alta afinidad. Algunos clones de pacientes o de donantes sanos desarrollan TCR de alta afinidad por casualidad. Clonar estos TCR en otra célula es la base de la transferencia génica de TCR. Un aspecto a tener en cuenta es la posible existencia de diferencias entre el gen del TCR transferido y el TCR endógeno, que en el peor de los casos puede hacer que el nuevo TCR reconozca proteínas propias, causando EICH;[11] para tratar de evitar esto se utilizan siRNA para silenciar los genes de los TCR endógenos. Las células T resultantes derivadas de pacientes con leucemia eran citolíticas contra las células de leucemia pero no para los precursores hematopoyéticos.

- - Receptores de antígeno quiméricos (CAR por las siglas en inglés de chimeric antigen receptors). Células T modificadas con CAR podría teóricamente reconocer cualquier diana (no solo proteínas) de una forma independiente de HLA con una potencian significativamente aumentada. Están formados por un dominio de reconocimiento extracelular unido a un dominio señalizador intracelular.

#### Células T reguladoras
Hasta el momento hay resultados que sugieren que las células T reguladoras (Treg) CD4+ FOXOP3+ utilizan mecanismos diferentes, no solapantes, a la hora de suprimir EICH o EICT, de modo que a través de la potenciación de diferentes vías de señalización de esta supresión mediada por células Treg se podría tratar de disminuir EICH sin que su efecto beneficioso asociado (EICT) se viese alterado 
Las células Treg CD4+ CD25+ pueden utilizarse para suprimir, controlar o prevenir EICH sin perder parte del efecto beneficioso de EICT.
Se ha visto que infusiones tempranas de Treg, seguidas de células T convencionales, prevén el desarrollo de EICH en pacientes sometidos a HCT HLA-haploidénticos, en ausencia de un tratamiento inmunosupresor postrasplante.

### Terapia con células NK
Al igual que ocurría en las terapias con células T, vamos a tener 2 abordajes principales:
- Expansión ex vivo. Se ha visto que tanto IL-2 como IL-15 parecen ser citocinas igual de beneficiosas para la expansión de células NK ex vivo. Tras varios estudios se puede ver que aún son necesarias más investigaciones para identificar el producto óptimo de células NK; así como los ajustes óptimos para su uso de manera exitosa tras HCT.

- Modificación genética con el fin de redefinir su especificidad y/o aumentar su potencia.